# Палью (купель)
Палью (фин. palju, kylpytynnyri, hulju) — это большая купель в форме бочки, дающая возможность принять коллективную тёплую ванну на свежем воздухе в любое время года. Первые палью появились в Скандинавии в 1990-е годы, их популярность выросла в 2000-е годы, особенно в Финляндии, где они стали частью финской банной культуры.

## Популярность
Аренда палью стала популярной в Финляндии, количество арендаторов значительно возросло в последние годы. Предприниматели арендуют палью по всей стране, особенно во время Иванова дня и в Новый год, когда спрос на них особенно высок. Палью, часто предустановленные на специальные мобильные платформы, арендуют или уже готовыми к использованию, или пустыми. В последнем случае клиент самостоятельно заполняет палью водой и нагревает ее.

## Производство
Палью обычно изготавливаются из дерева, а их внутренние части в наши дни часто сделаны из PE-пластика (полиэтиленового пластика), который устойчив к колебаниям температуры, отталкивает грязь и долговечен. Изначально палью изготавливались полностью из дерева, но по практическим причинам пластмассовые элементы были добавлены, особенно для улучшения процесса очистки и повышения долговечности. В палью часто имеется дровяная топка для нагрева воды, однако на рынке есть электрические и газовые варианты. Каркас и внешняя отделка палью обычно сделаны из дерева, но иногда встречаются полностью пластиковые и металлические версии. Деревянная внешняя отделка сохраняет традиционный и эстетически приятный вид. Топка может располагаться как внутри палью, так и несколько отдельно, что улучшает удобство использования и эффективность нагрева. В Финляндии самые популярные палью — круглые, рассчитанные на 4–5 человек, что позволяет использовать его одновременно нескольким людям.

## Использование
Палью сначала заполняется водой из водоёма, например, с помощью погружного насоса, или из водопровода. Среднее время топки бочки в 1,5 тыс. литров при температуре около нуля градусов 2-4 часа. Время нагрева полностью зависит от размера топки, температуры окружающей среды, количества и температуры воды, а также от качества дров. Оптимальная температура воды в палью — вопрос вкуса, обычно воду нагревают до 37-38°. Поддерживать постоянную температуру проще всего, когда температура воды составляет 35-36°, тогда достаточно добавить в топку 1–2 полена для получения рабочей температуры.

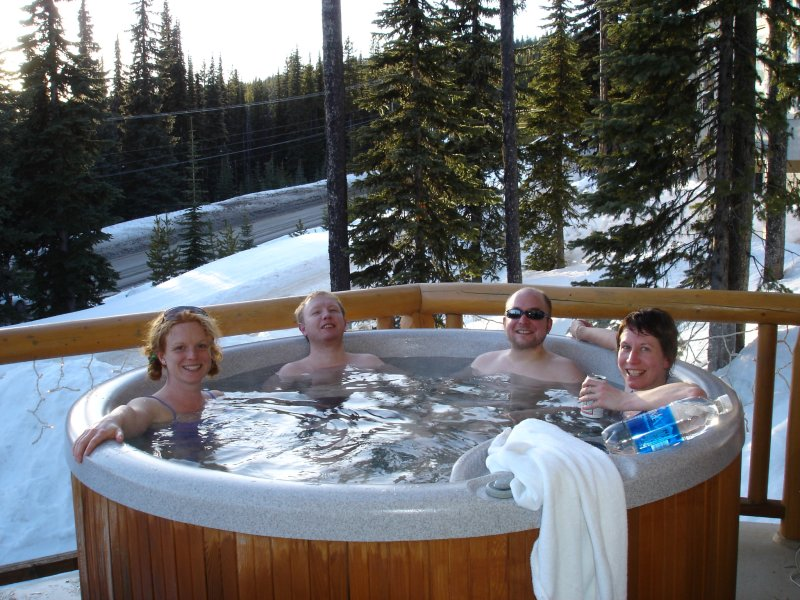

## Польза для здоровья
Палью оказывает положительное воздействие на здоровье, что делает их популярными для расслабления и улучшения самочувствия. От тепла расширяются кровеносные сосуды, что улучшает кровообращение и способствует расслаблению мышц. Купание в палью снижает уровень стресса, так как теплая вода успокаивает разум и создает общее ощущение расслабленности. Это делает палью особенно популярными после физической активности, так как они могут поддерживать восстановление и расслабление мышц. Популярность палью значительно возросла во время пандемии, когда люди стремились к уединению и расслаблению дома.

## Производители
Основной производитель палью в Финляндии, компания Kirami Oy, была основана Микой Рантаненом в 2001 году. Изначально в Финляндии к палью относились с некоторым недоверием, но в середине 2000-х их популярность начала расти. Kirami Oy  стала крупнейшим в мире производителем палью с дровяной топкой и в 2021 году была продана компании-производителю печей для домов и саун Harvia.